# Jeroen Houwen
Jeroen Houwen (Oirlo, 18 febbraio 1996) è un calciatore olandese, portiere del RKC Waalwijk.

## Carriera
Cresciuto nelle giovanili del Vitesse, ha esordito il 19 novembre 2017 in occasione del match perso 4-2 contro il Groningen.